# Somatina ossicolor
Somatina ossicolor là một loài bướm đêm trong họ Geometridae.